# 鄉村巡邏隊
鄉村巡邏隊（簡稱村巡隊；綽號穿山甲；英文：Rural Patrol Team，縮寫：RPT）隸屬於香港警務處行動處行動部警察總區行動部下各個警區，主要責任為巡邏全香港近700條偏遠鄉村、協助村民解決紛爭、執行反偷渡行動以及宣傳防止罪惡訊息。

## 組織
鄉村巡邏隊有約130名人員，非正式編制隊伍。管轄範圍包括郊野地方的警區，例如港島、沙田、大埔、上水、大嶼山等，均設有鄉村巡邏隊維持郊野治安，當中港島鄉村巡邏由衝鋒隊人員兼任。

## 遴選訓練
鄉村巡邏隊屬於兼任性質，人員有興趣即可以申請加入，惟需要接受特別的身體檢查。

## 歷史
鄉村巡邏隊成立初期負責鄉郊治安，與村民交流及收集地區情報，至1990年代起，不少偷渡客在郊野公園搶劫或者爆竊豪宅，人員開始兼顧反偷渡事務。

## 裝備
每名人員的隨身裝備均重約20至30磅。

### 服裝
- 長袖迷彩或者綠色軍裝，可以避免蚊叮蟲咬及被樹枝刺傷[5]
- 迷彩叢林帽
- 長筒軍靴
- 具備防風及防水功能的Gore-Tex防寒褸[2]

### 通訊器材
- 電筒
- 指南針
- 手提電話
- 對講機
- 無線電接收機
- 耳機
- 揚聲器
- 後備電池
- 全球定位系統

### 救援工具
- 急救包
- 口罩

### 武器
- 萬用刀
- 手銬
- 胡椒噴霧
- 行山仗
- 伸縮警棍
  - 警棍套：於2001年，警隊全面更換新款警棍套袋予人員，新警棍套以堅固而富彈性的纖維製成，採用橫向拔出設計，人員只須將警棍稍為向上拉出便可橫向拔出，讓拔警棍動作更順暢和敏捷。除此之外，新警棍套底部並非密封設計，因此不論伸縮警棍在任何長度下，均可放置於套袋中。另外，新警棍套提供4個斜度以祊調校，使人員攜帶警棍時更加舒適。新警棍套由香港製造，新的設計仍是獨一無二[6][7]。
- 史密斯威森軍警型左輪手槍，於2001年3月開始全部替換成為有防滑表面的橡膠槍柄，以減低後座力[8]。
  - 快速装弹器
    - 12發子彈

### 其他
- 勞工手套
- 警用手套，BNG190，採用Nomex防火材料，耐燃溫度達427度，同時具有防割防滑功能。
- 醫療手套
- 記事簿
- 文件
- 地圖
- 水袋或水壺
- 遠足背囊

## 相關參見
- 野外巡邏隊